# Isabelle Jégouzo
Isabelle Jégouzo est une magistrate et haute fonctionnaire française, directrice de l'Agence française anticorruption.

## Biographie
En 1985, elle obtient une maîtrise en droit communautaire à l’Université Paris I Panthéon-Sorbonne. En 1986, elle entre à l'Institut d’études politiques de Paris et en 1987 elle entre à l’École nationale de la magistrature.
Entre 1989 et 1991, elle travaille en tant que magistrate au Tribunal de Rouen, puis au Ministère de la Justice et au Ministère du Travail. De 1994 à 2000, elle est responsable des relations internationales à l’école nationale de la magistrature. Entre 2000 et 2002, elle travaille à la direction générale Justice, liberté et sécurité au sein de la Commission européenne. De 2002 à 2003 ,elle est conseillère à la représentation permanente de la France auprès de l’Union européenne à Bruxelles. Entre 2004 et 2010 elle retourne à la direction générale Justice, liberté et sécurité.
En 2010, elle est nommée à l’Office de lutte anti-fraude de la Commission européenne (OLAF) en tant que chef du secrétariat du Comité de surveillance. Elle y occupe plusieurs fonctions. En 2011, elle y est nommée cheffe de l’unité « Formation ». Elle est ensuite nommée cheffe de l’unité « Assistance mutuelle et intelligence » puis cheffe de l’unité « Prévention de la fraude ».
En octobre 2012, elle est nommée secrétaire générale adjointe au sein du Secrétariat général des affaires européennes (SGAE), service rattaché au Premier ministre français.
En mars 2016, elle est nommée cheffe de la représentation en France de la Commission européenne à Paris,.
Du 21 juillet 2020 au 26 juillet 2023, elle est conseillère chargée des affaires européennes et internationales auprès du ministre de la Justice, Éric Dupond-Moretti.
Le 26 juillet 2023, comme inspectrice générale de la justice, elle est nommée, par décret, directrice de l'Agence française anticorruption.